# Dompierre-sur-Authie

Dompierre-sur-Authie este o comună în departamentul Somme, Franța. În 1 ianuarie 2022 avea o populație de 423 de locuitori.